# Troides helena
Troides helena is een vlinder uit de familie van de pages (Papilionidae).

## Kenmerken
De spanwijdte bedraagt ongeveer 130 tot 170 millimeter, de vrouwtjes zijn groter dan de mannetjes. De voorvleugel is zwart of bruin (vrouwtjes). De achtervleugel goudgeel met zwarte stippen als tekening, bij de mannetjes veelal een rij, bij de vrouwtjes twee rijen of een veel dikkere rij. Het achterlijf is van boven lichtbruin en van onder geel, kop en borststuk zijn zwart.

## Verspreiding en leefgebied
De vlinder komt voor in het Oriëntaals en Australaziatisch gebied, met name van Sri Lanka, India, Myanmar, Thailand, Vietnam en Maleisië tot Nieuw-Guinea. 

## Bescherming
De soort is vrij algemeen, maar is desalniettemin beschermd door opname in CITES bijlage II.

## Waardplanten
Triodes helena gebruikt Aristolochia-soorten, Bragantia wallichii en Thottea wallichii als waardplanten.

## Ondersoorten
- Troides helena helena
- Troides helena antileuca Rothschild, 1908
- Troides helena bunguranensis Ohya, 1982
- Troides helena cerberus (C. & R. Felder, 1865)
- Troides helena demeter Rumbucher & Schäffler, 2005
- Troides helena dempoensis Deslisle, 1993
- Troides helena euthycrates Fruhstorfer, 1913
- Troides helena ferrari Tytler, 1926
- Troides helena hahneli Rumbucher & Schäffler, 2005
- Troides helena heliconoides (Moore, 1877)
- Troides helena hephaestus (C. & R. Felder, 1865)
- Troides helena hermes Hayami, 1991
- Troides helena hypnos Rumbucher & Schäffler, 2005
- Troides helena isara Rothschild, 1908
- Troides helena mopa Rothschild, 1908
- Troides helena mosychlus Fruhstorfer, 1913
- Troides helena neoris Rothschild, 1908
- Troides helena nereides Fruhstorfer, 1906
- Troides helena nereis (Doherty, 1891)
- Troides helena orientis Parrott, 1991
- Troides helena propinquus Rothschild, 1895
- Troides helena rayae Deslisle, 1991
- Troides helena sagittatus Fruhstorfer, 1896
- Troides helena spilotia Rothschild, 1908
- Troides helena sugimotoi Hanafusa, 1992
- Troides helena typhaon Rothschild, 1908
- Troides helena venus Hayami, 1991